# Fotbal Club Veris Chișinău
Il Fotbal Club Veris Chișinău, meglio conosciuto come Veris Chișinău, è stata una società calcistica moldava con sede nella città di Chișinău.

## Storia
La squadra è nata nel 2011 e si era iscritta in Divizia B (la terza ed ultima divisione moldava), e dopo aver stravinto questo campionato ottenne la promozione in Divizia A (la seconda divisione moldava). Anche in quest'ultimo campionato aveva ottenuto un primo posto ottenendo così l'accesso alla massima divisione moldava per la prima volta nella sua storia. Nella prima stagione nella massima serie si piazza al terzo posto, qualificandosi così per il primo turno di UEFA Europa League. L'avventura in Europa dura poco, dopo aver pareggiato 0-0 in casa, perde 3-0 in trasferta, contro i bulgari del Liteks Loveč, venendo eliminata dalla competizione. La squadra è stata esclusa dalla Divizia Națională 2014-2015, dato che si è ritirata dal campionato.

## Palmarès

### Competizioni nazionali
- Divizia A: 1

2012-2013
- Divizia B: 1

2011-2012

### Altri piazzamenti
- Campionato moldavo:

Terzo posto: 2013-2014
- Coppa di Moldavia:

Finalista: 2012-2013

## Statistiche e record

### Partecipazione ai campionati
| Livello | Categoria         | Partecipazioni | Debutto   | Ultima stagione      | Totale |
| ------- | ----------------- | -------------- | --------- | -------------------- | ------ |
| 1º      | Divizia Națională | 2              | 2013-2014 | 2014-2015 (ritirato) | 2      |
| 2º      | Divizia A         | 1              | 2012-2013 | 2012-2013            | 1      |
| 3º      | Divizia B         | 1              | 2011-2012 | 2011-2012            | 1      |

### Statistiche nelle competizioni UEFA
Tabella aggiornata alla fine della stagione 2018-2019.
| Competizione                  | Partecipazioni | G | V | N | P | RF | RS |
| ----------------------------- | -------------- | - | - | - | - | -- | -- |
| Coppa UEFA/UEFA Europa League | 1              | 2 | 0 | 1 | 1 | 0  | 3  |